# Fem i topp
Fem i topp var ett direktsänt program som sändes i TV 4 söndagskvällarna under perioden 16 februari-6 april 1997, med Lotta Engberg som ledare.
I programmet röstade man på melodier, och en ny presenterades varje vecka. Programmet sändes i tolv delar och Lotta Engberg sjöng en känd melodi i varje program. I dansbandet Lotta Engbergs namn släpptes albumet "Tolv i topp" 1997.

### Fotnoter
1. ↑  ”Svensk mediedatabas”. http://smdb.kb.se/catalog/search?q=Femitopp+typ%3Atv&sort=OLDEST. Läst 13 april 2011.